# Stilhedens Hav (roman)
|  | For månehavet, se Stilhedens Hav |
Stilhedens hav er en roman skrevet af Søren Jessen og udgivet i 2000. Den handler om en pige kaldet Sofie, der har en lillebror der hedder Jens. Hun er 14 år og har en hobby med at studere stjerner. Hun er for nylig flyttet ind i et nyt hus og de har en nabo som virker ret mystisk. De har også nogle andre venner fra vejen: Birde og Poul. De spiser tit middag med dem. Sofie har en ven der hedder Katrine. Katrine har en kat som hedder Misse. Sofies mystiske nabo hedder hr. Hansen og han har en hund som hedder King. 
| Bog | Spire Denne artikel om bøger og tidsskrifter er en spire som bør udbygges. Du er velkommen til at hjælpe Wikipedia ved at udvide den. |